# Sauna
Sauna (iz finskog izraza [ˈsɑunɑ]) je manja prostorija ili mala kuća koja se u cijelosti sastoji od drveta. Oblikovana je kao mjesto koje ze zagrijava grijačem na temperature između 80 °C i 100 °C uz suhi zrak. Temperatura može biti i do 130 °C. Sauna se često nalazi u kombinaciji s javnim bazenom ili teretanom.  
U saune ljudi izlažu svoje tijela suhom zraku ili pari, a potom se naizmjence hladi u hladnoj vodi, snijegu ili ledu. To dovodi do znojenja. Pojam sauna se ponekad rabi za opisivanje neobično toplog ili vlažnog okruženja. 

## Povijest
Sauna ili parna kupelj koristila se još u starom Rimu, ali i razvoju parne kupelji pridonio je hrvatski izumitelj Petar Mišković koji je u SAD-u proveo velik dio svog života, među ostalim bavio se hidraulikom.

## Vanjske poveznica
- Sauna - finska udruga  Arhivirana inačica izvorne stranice od 17. veljače 2009. (Wayback Machine)